# Stanaford (Virginia Occidental)

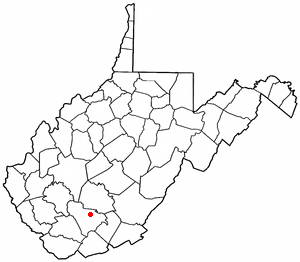
Stanaford

Stanaford es un lugar designado por el censo ubicado en el condado de Raleigh en el estado estadounidense de Virginia Occidental. En el Censo de 2010 tenía una población de 1350 habitantes y una densidad poblacional de 271,2 personas por km².

## Geografía
Stanaford se encuentra ubicado en las coordenadas 37°48′43″N 81°8′41″O / 37.81194, -81.14472. Según la Oficina del Censo de los Estados Unidos, Stanaford tiene una superficie total de 4.98 km², de la cual 4.94 km² corresponden a tierra firme y (0.78%) 0.04 km² es agua.

## Demografía
Según el censo de 2010, había 1350 personas residiendo en Stanaford. La densidad de población era de 271,2 hab./km². De los 1350 habitantes, Stanaford estaba compuesto por el 89.11% blancos, el 7.7% eran afroamericanos, el 0.22% eran amerindios, el 1.41% eran asiáticos, el 0% eran isleños del Pacífico, el 0.59% eran de otras razas y el 0.89% pertenecían a dos o más razas. Del total de la población el 1.56% eran hispanos o latinos de cualquier raza.